# Paradella acutitelson
Paradella acutitelson är en kräftdjursart som först beskrevs av Menzies och Peter W. Glynn 1968.  Paradella acutitelson ingår i släktet Paradella och familjen klotkräftor. Inga underarter finns listade i Catalogue of Life.